# Густав фон Изенбург и Бюдинген
Густав фон Изенбург и Бюдинген (на немски: Gustav Prinz von Isenburg-Büdingen-Büdingen; * 17 февруари 1813, Бюдинген; † 1 януари 1883, Олденбург) е принц от Изенбург и Бюдинген в Бюдинген, пруски дипломат и генерал-лейтенант.

## Произход
Той е вторият син на граф и по-късния княз Ернст Казимир I фон Изенбург и Бюдинген (1781 – 1852) и съпругата му графиня Фердинанда фон Ербах-Шьонберг (1784 – 1848), дъщеря на граф Густав Ернст фон Ербах-Шьонберг (1739 – 1812) и графиня Хенриета Кристиана фон Щолберг-Щолберг (1753 – 1816). По-големият му брат Ернст Казимир II (1806 – 1861) става княз на Изенбург и Бюдинген.
Густав умира на 69 години в Олденбург на 1 януари 1883 г. и е погребан в Бюдинген.

## Фамилия
Густав се жени на 31 октомври 1840 г. в Мозбах при Майнц за графиня Берта фон Холебен (* 16 ноември 1818, Айзлебен; † 30 ноември 1904, Бюдинген), дъщеря на Ернст фон Холебен и Хенриета фон Холебен. Тя е издигната на графиня от пруския крал Фридрих Вилхелм IV. Те имат две деца:
- Густав Алфред фон Изенбург и Бюдинген (* 31 декември 1841, Бюдинген; † 3 май 1922, Бюдинген), княз на Изенбург и Бюдинген, полковник-лейтенант, женен на 7 юли 1870 г. в Рюденхаузен за графиня Луитгард София Каролина Матилда Августа Йохана Наталия Юлия Елиза Клотилда Силвания фон Кастел-Рюденхаузен (* 23 август 1843, Рюденхаузен; † 4 юни 1927, Бюдинген)
- Текла Фердинанда Хенриета Матилда (* 19 ноември 1842, Бюдинген; † 28 октомври 1860, Хановер), неомъжена